# Ace Combat 7: Skies Unknown
Ace Combat 7: Skies Unknown (エースコンバット7 スカイズ・アンノウン, Ēsu Konbatto Sebun: Sukaizu Annōn) é um jogo eletrônico de simulação de combate aéreo desenvolvido pela Bandai Namco Studios e publicado pela Bandai Namco Entertainment. É o oitavo título principal da série Ace Combat e foi lançado para PlayStation 4 e Xbox One em 18 de janeiro de 2019, e em 1 de fevereiro para Microsoft Windows. A versão de PlayStation 4 tem compartibilidade com PlayStation VR, incluindo missões exclusivas. Além disso, um modo multijogador online também está disponível. Um port para Nintendo Switch foi lançado em julho de 2024.

## Sinopse
O jogo se passa no mundo de Strangereal no ano de 2019 durante a Segunda Guerra Continental Useana, também conhecida como Guerra do Farol. Baseia-se em um conflito armado entre a Federação de Osea e Reino de Erusea. O jogador controla um piloto de uma Unidade Penitenciária de Osea denominada "Spare", um esquadrão militar formado por pilotos delituosos/malfeitores que são enviados em missões perigosas como forma de punição.

## Lançamento
Anunciado em 2015 e originalmente previsto para ser lançado em 2017, Ace Combat 7: Skies Unknown foi lançado para o PlayStation 4 e Xbox One em 18 de janeiro de 2019 e para Microsoft Windows em 1 de fevereiro de 2019. O jogo também conta com missões especiais em realidade virtual, que estão exclusivas para o PlayStation VR por um ano. Um multijogador local para dois jogadores também está disponível. O jogo é o primeiro da série a usar a Unreal Engine 4. Pré-vendas para o jogo veio com cópias digitais de Ace Combat 5: The Unsung War para o PlayStation 4, e Ace Combat 6: Fires of Liberation para o Xbox One.